# Representació del coneixement
Des del punt de vista de l'enginyeria, gran part del treball que cal per a construir sistemes d'Intel·ligència Artificial està basat en el desenvolupament de representacions del coneixement adequades i les seves corresponents estratègies de manipulació.

## Què és el coneixement?
Per representar el coneixement, abans cal saber a què ens referim quan parlem de coneixement. Podríem definir el coneixement com el conjunt de fets i principis acumulats per la humanitat, o l'acte, el fet o l'estat de conèixer. És la familiaritat amb el llenguatge, els conceptes, els procediments, les regles, les idees, les abstraccions, els llocs, els costums i les associacions, unit amb una habilitat per a utilitzar aquestes nocions de forma efectiva per a modelar diferents aspectes de l'univers que ens envolta.
Els conceptes de coneixement i intel·ligència estan íntimament relacionats: la intel·ligència necessita la possessió i l'accés al coneixement. Aquest coneixement, però, no l'hem de confondre amb dades o informació. El coneixement inclou i necessita l'ús de dades i informació. A més, el coneixement també combina relacions, dependències, i la noció del saber amb dades i informació.

## Representació del Coneixement
Donat que el coneixement és important i primordial per al comportament intel·ligent, la seva representació constitueix una de les màximes prioritats de la investigació en Intel·ligència Artificial. El coneixement es pot representar com a imatges mentals en els nostres pensaments, com a paraules parlades o escrites en alguna llengua, de forma gràfica o amb imatges, com a cadenes de caràcters o com a col·lecció de senyals elèctrics o magnètics dins d'un ordinador. Per a l'estudi de la Intel·ligència Artificial, considerarem les representacions escrites i les estructures de dades corresponents utilitzades per al seu emmagatzemament en un ordinador.